# Carlos Sierra
Carlos Sierra Cueto (Lieres, Siero, Asturias, 6 de abril de 1943-Oviedo, 3 de julio de 2022) fue un pintor español, que cultivó principalmente el realismo mágico pictórico. Participó en multitud de exposiciones dentro y fuera de España. Sus obras forman parte de numerosas colecciones públicas y privadas. 

## Biografía
Nació el 6 de abril de 1943 en Sorrobín, un lugar de la población de Lieres, perteneciente al concejo de Siero, en la zona central del Principado de Asturias, región del norte de España.
El pintor, también sierense, Casimiro Baragaña le animó a dedicarse profesionalmente a la pintura, comenzando de muy joven a trabajar en una agencia de publicidad de Oviedo y en el periódico La Nueva España.
De formación autodidacta, viajó a París en los años sesenta, donde visitó, entre otros muchos pintores, a Orlando Pelayo. Allí experimentó un contacto directo con el impresionismo al tiempo que se decidió definitivamente por el mundo del arte como modo de vida. Su obra posterior tuvo amplia repercusión en Asturias, donde fueron acogidas con mucho entusiasmo las exposiciones que realizó en los 70 y en los 80.
En la capital de Francia, a donde llegó haciendo autostop en 1962, tuvo contacto con el existencialismo y el posimpresionismo de Montmartre, unas corrientes que le influyeron también en su manera de vestir, peculiar, arriesgada y chocante para el Oviedo de aquella época. Los clubes nocturnos de Barcelona, el servicio militar en Marruecos y Mayo del 1968 dejaron algunos reflejos en los inicios de su trayectoria artística.
Tras recibir varios premios, entre ellos la medalla de oro en la especialidad de dibujo en el IV Certamen Nacional de Arte Juvenil celebrado en 1964, realizó su primera exposición en 1965, en la sala Cristamol de Oviedo, en compañía de Sancho-Miñano y José Luis Fernández.
A principios de la década de los 70 vivió en la isla de Ibiza, Islas Baleares. Allí comenzó su conexión con la filosofía oriental. Hacia mediados de los 70 volvió a Oviedo, donde continuó trabajando en su estudio de la calle Fruela y más tarde en la calle Uría. Su obra está presente en numerosas colecciones privadas y públicas, su óleo Edificio en construcción, de 1976, se encuentra, entre varias obras suyas, en el Museo de Bellas Artes de Asturias. También realizó retratos de muchos personajes tales como los rectores de la Universidad de Oviedo Alberto Marcos Vallaure y Santiago Gascón. El exalcalde ovetense, Antonio Masip, le considera, en su libro Desde mi ventana..., uno de los pintores asturianos más importantes de todos los tiempos.
No muy proclive a las exposiciones de sus obras, el artista sierense protagonizó en abril de 1997 la antológica La realidad iluminada en el Centro de Arte Moderno Ciudad de Oviedo, que superó los 15 000 visitantes, comisariada por Luis Feás, crítico de arte que años atrás, en 2006, escribiera sobre La oriental sensibilidad de Carlos Sierra. El catálogo editado en 1997 con motivo de la exposición La realidad iluminada, de 207 páginas y profusamente ilustrado, contiene textos de Javier Barón, por entonces jefe del Departamento de Pintura del siglo XIX del Museo del Prado.
Está considerado como el pintor asturiano más importante de nuestra época, entre los grandes maestros asturianos de todos los tiempos, y uno de los más genuinos representantes del realismo español contemporáneo.

## Exposiciones

### Exposiciones individuales
- 1966 Ateneo de Oviedo
- 1966 Ateneo Jovellanos, Gijón
- 1967 Galería Benedet, Oviedo
- 1968 Casa de Cultura de Avilés
- 1973 Galería Benedet, Oviedo
- 1976 Galería Tassili, Oviedo
- 1979 Galería Tassili, Oviedo
- 1987 Exposición Homenaje XVIII Certamen Nacional de Pintura de Luarca
- 1997  «La realidad iluminada», Centro de Arte Moderno Ciudad de Oviedo
- 2015  «Años 60. Pinturas y dibujos». Casa de Cultura de Pola de Siero[17]
- 2017 «Stillness and fury». Centro Asturiano de Oviedo[18][19]

### Exposiciones colectivas
- Sala Cristamol, Oviedo
- Galería Tantra, Gijón
- Galería Áltex, Madrid
- Galería Kandinsky, Madrid
- Galería Vallribera, Ibiza
- Galería Margall, Oviedo
- Galería Nogal, Oviedo
- «... Y al principio fue la manzana». Feria de Muestras de Gijón
- Centro Asturiano de Madrid
- «Nuevos paisajes de Asturias», Madrid, Zamora, Teverga, Candás, Santillana del Mar, San Juan de la Arena, Avilés, Piedras Blancas, Oviedo, Muros de Nalón, Pola de Lena, Pravia, Mieres, Lisboa y Gijón
- Galería Durero, Gijón
- Galería Munuza, Gijón
- Feria de Colonia (Alemania)
- «Paisaje contemporáneo español». Hamburgo, Berlín, Bremen, Düsseldorf, Fráncfort, Hannover, Múnich, Stuttgart
- «Colección Lorenzana». Casa del Cordón, Burgos
- Galería Marta Llames, Oviedo
- Galería Vértice[20]
- Caja de Asturias
- «Pintores Asturianos nacidos en las décadas 40 y 50»[21]

### Certámenes y concursos
- Certámenes juveniles, Oviedo
- 1964 IV Certamen Nacional de Arte Juvenil, Barcelona
- 1973 II Bienal de Pintura Gargallo, Gijón
- 1974 V Certamen Nacional de Pintura de Luarca
- 1976 I Bienal Nacional de Arte Ciudad de Oviedo
- 1979 II Bienal Nacional de Arte Ciudad de Oviedo
- 1981 Concurso del Colegio Oficial de Aparejadores y Arquitectos Técnicos de Oviedo
- 1984 IV Bienal Nacional de Arte Ciudad de Oviedo
- 1987 Primer Certamen Nacional «La Gastronomía en la Pintura». Restaurante Casa Consuelo, Otur (Luarca)
- 1992 VI Bienal Nacional de Arte Ciudad de Oviedo PREMIOS
- Certámenes de Arte Juvenil de Oviedo
- Primer Premio de Dibujo en el IV Certamen Nacional de Arte Juvenil de Barcelona
- Tercer Premio en la II Bienal de Pintura Gargallo de Gijón
- Mención Honorífica en el V Certamen Nacional de Pintura de Luarca
- Primer premio en el Concurso del Colegio Oficial de Aparejadores y Arquitectos Técnicos de Oviedo

### Museos y colecciones
- Museo de Bellas Artes de Asturias
- Colegio Oficial de Aparejadores y Arquitectos Técnicos de Oviedo
- Ayuntamiento de Oviedo
- Caja de Ahorros de Asturias
- Fundación Lorenzana, Madrid
- Colecciones privadas en México, Madrid, Palma de Mallorca, Ámsterdam, Colonia, Oviedo y Gijón